# Piotr Diejniekin
Piotr Stiepanowicz Diejniekin, ros. Пётр Степанович Дейнекин (ur. 14 grudnia 1937 w Mrozowsku w obwodzie rostowskim, zm. 19 sierpnia 2017 w Moskwie) – rosyjski generał armii lotnictwa, Bohater Federacji Rosyjskiej (1997).
W 1969 ukończył studia w Akademii Sił Powietrznych im. Jurija Gagarina. Od 1991 do 1992 głównodowodzący sił powietrznych i wiceminister obrony ZSRR. W 1992 głównodowodzący sił powietrznych Wspólnoty Niepodległych Państw. Od 1992 głównodowodzący sił powietrznych Federacji Rosyjskiej. 14 grudnia 2002 przeszedł w stan spoczynku. Zmarł 19 sierpnia 2017.
Imię Piotra Diejniekina nosi nowy samolot, bombowiec strategiczny Tu-160M2